# 10179 Ishigaki
10179 Ishigaki (1996 DE) là một tiểu hành tinh vành đai chính được phát hiện ngày 18 tháng 2 năm 1996 bởi T. Kobayashi ở Oizumi.